# WiserEarth

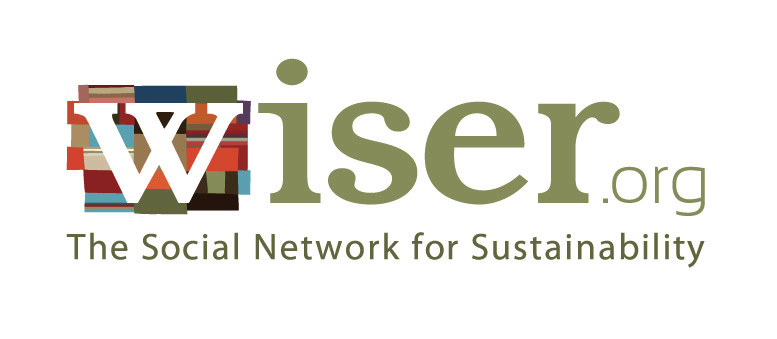
Wiser.org logo

WiserEarth é uma comunidade de colaboração online para o movimento social e ambiental , que acompanha o trabalho de organizações sem fins lucrativos pelo mundo afora . O site mapeia e conecta organizações não-governamentais (ONGs), empresas, governos, grupos e indivíduos que atuam sobre questões globais como mudança do clima, pobreza, o meio ambiente, paz, água, fome, justiça social, conservação, direitos humanos e outros. WISER é uma abreviação para World Index of Social and Environmental Responsibility (Índice Mundial de Responsabilidade Social e Ambiental). O WiserEarth é um projeto patrocinado pelo Natural Capital Institute ,.

## Histórico
O WiserEarth.org foi lançado em 2007, no Dia da Terra (22 de Abril), como um diretório online com mais de 100.000 organizações mencionadas no livro de Paul Hawken, Blessed Unrest.  O autor havia acumulado uma coleção de cartões de milhares de organizações  ao longo dos anos, mas nunca achara um diretório compreensivo que listasse todas as organizações sem fins lucrativos envolvidas no setor ambiental e de justiça social.  Enquanto estima-se que existam bem mais de um milhão de organizações, Hawken lançou o WiserEarth.org como um diretório online para ajudar a mapear o trabalho feito por essas organizações.  Hoje, o WiserEarth.org incorpora novas características de redes sociais, tais como grupos e ferramentas de troca de mensagens, criando novas possibilidades de colaboração.  Apesar de sua API e seu conteúdo serem licenciados para uso não-comercial (veja abaixo), o WiserEarth já expandiu seu diretório de organizações de modo a incluir listagens de empresas com fins lucrativos e agências governamentais.

## Fatos e números
Desde Abril de 2010, o WiserEarth possui um diretório de mais de 110.000 organizações no mundo inteiro , mais de 45.000 membros cadastrados, e mais de 1.900 grupos, com conteúdo organizado em 46 áreas de foco e 379 sub-áreas. WiserEarth está actualmente disponível em Inglês, Francês, Português e Espanhol.

## Diretório WiserEarth
O Diretório WiserEarth se organiza em torno de uma lista-mestre de questões que são conectadas de tal modo que usuários cadastrados podem editar as "conexões" de cada questão a organizações, recursos, empregos, eventos e grupos. O site tem componentes de groupware e de redes sociais, incluindo a visualização de "mapas de rede". Um único "formulário para soluções" permite que qualquer usuário cadastrado possa nomear um problema ambiental ou social sério e propôr uma maneira de resolvê-lo. A Solução, então, se torna uma entidade com nome, que pode ser compartilhada, modificada e utilizada como uma solução proposta para tal problema no mundo real. O formulário para soluções inclui um campo aonde se acompanhar resultados e observações. Cada solução tem uma página para publicação e difusão e um fórum para discussão.  O WiserEarth também incorpora o Google Maps, integrado a dados geográficos. O site é um projeto sem fins lucrativos e está livremente disponível ao público.  Os dados são publicados sob uma licença Creative Commons 3.0.

## WiserEarth API
Desde Junho de 2009, o WiserEarth oferece uma API em RESTful desenvolvida sob a licença Creative Commons 3.0. A API do WiserEarth dá acesso a uma base de dados de Organizações, Grupos, Empregos, Eventos, Recursos e Soluções. Estão disponíveis uma lista de Perguntas Frequentes e uma página de documentação para Programadores.